# El Palmar (Bolívar)
El Palmar, es la capital de la parroquia El Palmar y también capital del Municipio Padre Pedro Chien, en el Estado Bolívar, en Venezuela.
Su población es de 15.521 habitantes (censo 2011 obsoleto).

## Historia
El Palmar, capital del municipio Padre Pedro Chien en el estado Bolívar, fue fundado a mediados del siglo xviii como pueblo de misión, conformado principalmente por pobladores de etnia caribe, agrupados desde las colinas y selvas circundantes. Se ha adoptado como fecha fundacional el 29 de septiembre, día de San Miguel Arcángel, patrono de la localidad, en cuya honra se celebran anualmente las fiestas patronales.
Durante la época colonial, El Palmar formó parte de las Misiones del Caroní, administradas por los padres capuchinos catalanes por mandato de la Corona Española. Para los años previos a la Guerra de Independencia de Venezuela, la misión poseía uno de los rebaños ganaderos más importantes de la región, basado en la cría de ganado vacuno como actividad económica principal, tradición que continúa vigente.

### Economía y desarrollo
A lo largo de más de dos siglos y medio, El Palmar ha mantenido una vocación agropecuaria, con potencial adicional en los sectores minero, forestal y turístico. Sin embargo, su crecimiento demográfico ha sido limitado debido a restricciones institucionales, falta de planes de desarrollo integral, escasa infraestructura y reducida actividad comercial e industrial. Fue a partir del año 2000, ya desligado del municipio Piar, cuando comenzó un lento proceso de crecimiento poblacional, al reducirse la migración hacia otras zonas del estado.

### Autonomía municipal
En 1995, la Asamblea Legislativa del estado Bolívar aprobó la creación del municipio autónomo Padre Pedro Chien, en homenaje al sacerdote de origen mongol Pedro Chien, quien desarrolló una destacada labor pastoral y social en El Palmar, especialmente en la formación laboral de jóvenes y en el impulso de proyectos educativos comunitarios. Sus restos reposan en el cementerio local, y su legado es recordado con afecto por generaciones de habitantes.
El primer alcalde del municipio fue Franklin González, dirigente del Movimiento V República, en funciones desde el año 2000 hasta 2008. Le sucedió temporalmente el ingeniero Aquilino Márquez entre diciembre de 2008 y febrero de 2010. A partir del 23 de febrero de 2010, asumió la licenciada Sol Rubinetti, luego de vencer en una elección repetida al ingeniero Márquez por una diferencia de 66 votos.

## Geografía
El Palmar se ubica en la Sierra de Imataca o más propiamente en las faldas de este sistema de colinas y montañas de pequeña altura, que comparten los estados Bolívar y el Delta Amacuro. 
Su altura media sobre el nivel del mar es de 260 metros. Está asentada sobre suelos de baja a media y alta fertilidad, cuyo potencial para las actividades agrícolas y pecuarias no ha sido aprovechado del todo. 
En las zonas altas de selvas tropicales, exuberante vegetación, que se extienden en el interior de la Sierra de Imataca, se localizan refugios naturales de avifauna, muy apreciados por turistas y observadores de aves nacionales e internacionales, que allí acuden para entrar en contacto con la imponente Águila Harpía, especie en peligro de extinción y con más de 200 aves de tierras húmedas selváticas. También en esa zona se refugian otros mamíferos, reptiles y anfibios tropicales, debido a la frondosidad de su floresta, su humedad y relativa lejanía de grandes centros poblados.
Se localiza El Palmar sobre suelos recientes de cuaternario, asentados sobre la base rocosa del Macizo Guayanés, que conforma las tierras emergidas más antiguas del planeta, que se remontan a unos 2800 millones de años. En su territorio existen formaciones geológicas de valor económico, donde se han formado importantes reservas de minerales como la bauxita en el Cerro La Sirena, que guarda un potencial de casi 200 millones de toneladas de esta materia prima esencial para la obtención industrial del aluminio primario. También se han ubicado en sus cercanías yacimientos de dolomita, manganeso e incluso oro, el cual ha sido explotado esporádicamente. El Palmar es cabecera de municipio desde el año 1996, cuando se desprendió territorialmente del municipio Piar (Upata), desde el año 2000 elige alcalde de manera directa. Su territorio es fronterizo al este con el municipio Antonio Díaz del estado Delta Amacuro, al norte con Piar, al oeste y Sur con el municipio Roscio. Su superficie roza los 3.000 kilómetros cuadrados, lo que da una densidad de población bastante baja, inferior a los 5 habitantes por kilómetro cuadrado.

## Hidrografía
Se ubica al oeste de la Sierra de Imataca, en una altiplanicie caracterizada por colinas, llanuras y bajíos. En esta área se forman sistemas lagunares de importancia local, como Laguna Grande, ubicada dentro de la propia población.
Aproximadamente el 65 % del sistema hídrico del municipio —incluida la zona de El Palmar— pertenece a la cuenca del río Yuruari, que desemboca en la hoya del Cuyuní, territorio compartido por Venezuela y Guyana. Este sistema fluvial drena de este a suroeste, y da origen a varios cursos intermitentes, como los ríos Guanaraparo, El Cume, Santa Cruz, así como las quebradas La Victoria y Puchima. También se incluyen pequeños afluentes del río Miamo, que marcan la frontera con el municipio Roscio, en el estado Bolívar.
En el extremo oriental, en la zona montañosa de la Sierra de Imataca, próxima al municipio Antonio Díaz del estado Delta Amacuro, se encuentra el río Grande, importante afluente por la margen derecha del río Orinoco. Este río recoge las aguas de la zona selvática de Santa Fe, compartida con Roscio, así como de otras estribaciones imataquenses. Su caudal constituye actualmente la principal reserva potencial de agua dulce del municipio, dado el descenso progresivo del volumen de la represa de Puchima, afectada por la expansión de la actividad agrícola y ganadera.

## Clima
El clima es tropical lluvioso de selva en las zonas húmedas boscosas, alternado con tropical de sabana. La población se localiza al pie de la Sierra Imataca a una altitud de 260 metros sobre el nivel de mar. Temperatura promedio anual 25 grados, máximas de 33 grados, mínimas de 20 grados. Precipitación promedio anual 1400 mm, estación lluviosa de mayo a enero. Por algo, se le llama la tierra fresca.

## Demografía
Según las proyecciones del Instituto Nacional de Estadísticas de Venezuela, para el año 2008 (dato actualmente desactualizado), la localidad de El Palmar, capital del municipio Padre Pedro Chien, contaba con una población estimada en 10 000 habitantes. Esta cifra refleja el carácter de bajo crecimiento demográfico de la zona, una de las de menor desarrollo poblacional del estado Bolívar.
Este comportamiento se debe, en parte, a la estructura económica local, basada en la ganadería de carne y leche y en la agricultura a pequeña escala, actividades que no han generado un impacto significativo en la creación de empleo ni en el establecimiento de planta agroindustriales. Como consecuencia, la expansión urbana ha sido limitada.
La producción agrícola y pecuaria —incluyendo carne, leche cruda, ají dulce, lechozas, hortalizas y otros rubros— se comercializa principalmente en centros urbanos como Ciudad Guayana y Upata, esta última concentrando buena parte de los servicios complementarios requeridos por los productores locales.
En cuanto al ámbito municipal, se estima que el municipio Padre Pedro Chien cuenta con alrededor de 15 000 habitantes, lo cual lo convierte en el de menor población del estado Bolívar. A pesar de ello, presenta bajos índices de emigración, fenómeno que algunos investigadores atribuyen a una mentalidad tradicional de su población y a la influencia de enseñanzas religiosas, factores que habrían promovido un sentido de arraigo y permanencia en el territorio.